# Associativitet
Inom matematiken, speciellt abstrakt algebra, kallas en binär operator * på en mängd S associativ om det för alla x, y och z i S gäller att
(x * y) * z = x * (y * z).
Om så är fallet kan man använda beteckningen x * y * z, eftersom det inte spelar någon roll i vilken ordning operationerna utförs.
De mest kända exemplen på associativa operatorer är addition och multiplikation av naturliga tal; till exempel:
- (7 + 3) + 9 = 7 + (3 + 9), uttrycket till vänster kan beräknas som 10 + 9 = 19 och uttrycket till höger till 7 + 12 = 19, vilket är samma värde;
- (10 · 5) · 3 = 10 · (5 · 3), uttrycket till vänster kan beräknas till 50 · 3 = 150, medan uttrycket till höger kan beräknas till 10 · 15 = 150.

Subtraktion är dock inte associativ eftersom det i regel inte gäller att (a - b) - c = a - (b - c).
Andra exempel på associativa binära operatorer inkluderar addition och multiplikation av reella tal, komplexa tal och kvadratiska matriser; addition av vektorer; och snitt och unioner av mängder.
Dessutom, om M är en mängd och S betecknar mängden av alla funktioner från M till M, så är operationen sammansättning av funktioner på S associativ.
Matrismultiplikation är associativ utan att vara kommutativ, vilket kan tyckas märkligt. Associativitet innebär att det spelar ingen roll i vilken ordning man gör de två parvisa multiplikationerna för få produkten av tre element i en mängd, medan kommutativiteten är att man kan kasta om ordningen inom en multiplikation. För matriser som är inte kvadratiska blir det extra tydligt då man inte ens kan byta ordningen på multiplikationen (kommuterar) eftersom då stämmer inte storlekarna. Däremot stämmer de oavsett vilken ordning man gör multiplikationerna om man har tre matriser att multiplicera.
En mängd tillsammans med en associativ binär operator kallas för en semigrupp; monoider och grupper är exempel på semigrupper.